# サッカートーゴ代表
サッカートーゴ代表（サッカートーゴだいひょう）は、トーゴサッカー連盟(FTF) によって構成されるトーゴのサッカーのナショナルチームである。ホームスタジアムは、首都・ロメにあるスタッド・ド・ケゲ。

## 歴史

### 2006年ドイツW杯
トーゴ代表はワールドカップには2006年ドイツ大会の予選で、前回の2002年日韓大会で旋風を巻き起こしたセネガル代表を抑え、W杯初出場を決めた。しかしアフリカネイションズカップ2006では、まさかのグループリーグで敗退となった。続く本大会でも初戦で韓国代表に1-2、2戦目のスイス代表に0-2、最終戦のフランス代表にも0-2で敗れ3戦全敗となり、初参加となったW杯はグループリーグ最下位での敗退に終わった。

### アンゴラでの襲撃事件
2010年1月8日、アフリカネイションズカップ2010に参加するため、開催地のアンゴラに入ったトーゴ代表のバスが武装勢力に襲撃された。これにより、チーム関係者ら10人が死傷した。事件後、カビンダの分離独立を目指すカビンダ解放戦線が犯行声明を出した。
トーゴ代表の選手は大会に出場する意思を示していたが、トーゴ政府が帰国を指示し大会を欠場することになった。これに対しアフリカサッカー連盟は、この行為がFIFAが禁じる政治介入に当たるとしてトーゴ代表にアフリカネイションズカップ2大会を出場停止とする処分を下したが、後に解除した。

### 選手全員、替え玉事件
2010年9月7日、バーレーンで行なわれたバーレーン代表との国際親善試合は0-3で敗れたが、選手の動きが異様に悪いなど不審な点が見られたことから調査が行なわれ、結果「選手は全員替え玉だった」ことが明らかになった。監督も正規のティエリー・フロジェではなく、以前代表監督であったバナ・チャニレが指揮を執っていた。これを重く見たトーゴサッカー連盟は、チャニレに3年間のサッカー行事参加禁止の処分を下した。なお、正規の代表チームはこの日、ボツワナで行なわれた親善試合からバスで帰国の途中だった。

## 成績

### FIFAワールドカップ
| 開催国 / 年 | 成績               | 試       | 勝       | 分       | 負       | 得       | 失       |
| ----------- | ------------------ | -------- | -------- | -------- | -------- | -------- | -------- |
| 1930        | 不参加             | 不参加   | 不参加   | 不参加   | 不参加   | 不参加   | 不参加   |
| 1934        | 不参加             | 不参加   | 不参加   | 不参加   | 不参加   | 不参加   | 不参加   |
| 1938        | 不参加             | 不参加   | 不参加   | 不参加   | 不参加   | 不参加   | 不参加   |
| 1950        | 不参加             | 不参加   | 不参加   | 不参加   | 不参加   | 不参加   | 不参加   |
| 1954        | 不参加             | 不参加   | 不参加   | 不参加   | 不参加   | 不参加   | 不参加   |
| 1958        | 不参加             | 不参加   | 不参加   | 不参加   | 不参加   | 不参加   | 不参加   |
| 1962        | 不参加             | 不参加   | 不参加   | 不参加   | 不参加   | 不参加   | 不参加   |
| 1966        | 不参加             | 不参加   | 不参加   | 不参加   | 不参加   | 不参加   | 不参加   |
| 1970        | 不参加             | 不参加   | 不参加   | 不参加   | 不参加   | 不参加   | 不参加   |
| 1974        | 予選敗退           | 予選敗退 | 予選敗退 | 予選敗退 | 予選敗退 | 予選敗退 | 予選敗退 |
| 1978        | 予選敗退           | 予選敗退 | 予選敗退 | 予選敗退 | 予選敗退 | 予選敗退 | 予選敗退 |
| 1982        | 予選敗退           | 予選敗退 | 予選敗退 | 予選敗退 | 予選敗退 | 予選敗退 | 予選敗退 |
| 1986        | 出場辞退           | 出場辞退 | 出場辞退 | 出場辞退 | 出場辞退 | 出場辞退 | 出場辞退 |
| 1990        | 出場辞退           | 出場辞退 | 出場辞退 | 出場辞退 | 出場辞退 | 出場辞退 | 出場辞退 |
| 1994        | 予選敗退           | 予選敗退 | 予選敗退 | 予選敗退 | 予選敗退 | 予選敗退 | 予選敗退 |
| 1998        | 予選敗退           | 予選敗退 | 予選敗退 | 予選敗退 | 予選敗退 | 予選敗退 | 予選敗退 |
| 2002        | 予選敗退           | 予選敗退 | 予選敗退 | 予選敗退 | 予選敗退 | 予選敗退 | 予選敗退 |
| 2006        | グループリーグ敗退 | 3        | 0        | 0        | 3        | 1        | 6        |
| 2010        | 予選敗退           | 予選敗退 | 予選敗退 | 予選敗退 | 予選敗退 | 予選敗退 | 予選敗退 |
| 2014        | 予選敗退           | 予選敗退 | 予選敗退 | 予選敗退 | 予選敗退 | 予選敗退 | 予選敗退 |
| 2018        | 予選敗退           | 予選敗退 | 予選敗退 | 予選敗退 | 予選敗退 | 予選敗退 | 予選敗退 |
| 2022        | 予選敗退           | 予選敗退 | 予選敗退 | 予選敗退 | 予選敗退 | 予選敗退 | 予選敗退 |
| 合計        | 出場1回            | 3        | 0        | 0        | 3        | 1        | 6        |

### アフリカネイションズカップ
| 開催年 | 結果               | 試合     | 勝利     | 引分     | 敗戦     | 得点     | 失点     |
| ------ | ------------------ | -------- | -------- | -------- | -------- | -------- | -------- |
| 1957   | 不参加             | 不参加   | 不参加   | 不参加   | 不参加   | 不参加   | 不参加   |
| 1959   | 不参加             | 不参加   | 不参加   | 不参加   | 不参加   | 不参加   | 不参加   |
| 1962   | 不参加             | 不参加   | 不参加   | 不参加   | 不参加   | 不参加   | 不参加   |
| 1963   | 不参加             | 不参加   | 不参加   | 不参加   | 不参加   | 不参加   | 不参加   |
| 1965   | 不参加             | 不参加   | 不参加   | 不参加   | 不参加   | 不参加   | 不参加   |
| 1968   | 予選敗退           | 予選敗退 | 予選敗退 | 予選敗退 | 予選敗退 | 予選敗退 | 予選敗退 |
| 1970   | 予選敗退           | 予選敗退 | 予選敗退 | 予選敗退 | 予選敗退 | 予選敗退 | 予選敗退 |
| 1972   | グループリーグ敗退 | 3        | 0        | 2        | 1        | 4        | 6        |
| 1974   | 棄権               | 棄権     | 棄権     | 棄権     | 棄権     | 棄権     | 棄権     |
| 1976   | 予選敗退           | 予選敗退 | 予選敗退 | 予選敗退 | 予選敗退 | 予選敗退 | 予選敗退 |
| 1978   | 予選敗退           | 予選敗退 | 予選敗退 | 予選敗退 | 予選敗退 | 予選敗退 | 予選敗退 |
| 1980   | 予選敗退           | 予選敗退 | 予選敗退 | 予選敗退 | 予選敗退 | 予選敗退 | 予選敗退 |
| 1982   | 予選敗退           | 予選敗退 | 予選敗退 | 予選敗退 | 予選敗退 | 予選敗退 | 予選敗退 |
| 1984   | グループリーグ敗退 | 3        | 0        | 1        | 2        | 1        | 7        |
| 1986   | 予選敗退           | 予選敗退 | 予選敗退 | 予選敗退 | 予選敗退 | 予選敗退 | 予選敗退 |
| 1988   | 予選敗退           | 予選敗退 | 予選敗退 | 予選敗退 | 予選敗退 | 予選敗退 | 予選敗退 |
| 1990   | 棄権               | 棄権     | 棄権     | 棄権     | 棄権     | 棄権     | 棄権     |
| 1992   | 予選敗退           | 予選敗退 | 予選敗退 | 予選敗退 | 予選敗退 | 予選敗退 | 予選敗退 |
| 1994   | 棄権               | 棄権     | 棄権     | 棄権     | 棄権     | 棄権     | 棄権     |
| 1996   | 予選敗退           | 予選敗退 | 予選敗退 | 予選敗退 | 予選敗退 | 予選敗退 | 予選敗退 |
| 1998   | グループリーグ敗退 | 3        | 1        | 0        | 2        | 3        | 3        |
| 2000   | グループリーグ敗退 | 3        | 1        | 1        | 1        | 2        | 3        |
| 2002   | グループリーグ敗退 | 3        | 0        | 2        | 1        | 0        | 3        |
| 2004   | 予選敗退           | 予選敗退 | 予選敗退 | 予選敗退 | 予選敗退 | 予選敗退 | 予選敗退 |
| 2006   | グループリーグ敗退 | 3        | 0        | 0        | 3        | 2        | 7        |
| 2008   | 予選敗退           | 予選敗退 | 予選敗退 | 予選敗退 | 予選敗退 | 予選敗退 | 予選敗退 |
| 2010   | 棄権               | 棄権     | 棄権     | 棄権     | 棄権     | 棄権     | 棄権     |
| 2012   | 予選敗退           | 予選敗退 | 予選敗退 | 予選敗退 | 予選敗退 | 予選敗退 | 予選敗退 |
| 2013   | ベスト8            | 4        | 1        | 1        | 2        | 4        | 4        |
| 2015   | 予選敗退           | 予選敗退 | 予選敗退 | 予選敗退 | 予選敗退 | 予選敗退 | 予選敗退 |
| 2017   | グループリーグ敗退 | 3        | 0        | 1        | 2        | 2        | 6        |
| 2019   | 予選敗退           | 予選敗退 | 予選敗退 | 予選敗退 | 予選敗退 | 予選敗退 | 予選敗退 |
| 2021   | 予選敗退           | 予選敗退 | 予選敗退 | 予選敗退 | 予選敗退 | 予選敗退 | 予選敗退 |
| 合計   | 8/33               | 25       | 3        | 8        | 14       | 19       | 42       |

## 歴代監督
- ボシュコ・アンティッチル（英語版） 1987-1989
- エーバーハルト・フォーゲル（英語版） 1997-1998
- バナ・チャニレ（英語版） 2000-2002
- ディエゴ・ガルツィット（英語版） 2002
- アントニオ・ドゥマス（英語版） 2002-2004
- ステファン・ケシ 2004-2006
- オットー・フィスター 2006
- ステファン・ケシ 2006-2008
- アンリ・スタンブリ 2008
- コジョビ・ムウェナ（英語版） 2008-2009
- ジャン・ティッセン（英語版） 2009
- ユベール・ヴェルド（英語版） 2009-2010
- ティエリー・フロジェ（英語版） 2010-2011
- ステファン・ケシ 2011
- ディディエ・シクス 2011-2014
- チャカラ・チャニレ（英語版） 2014-2015
- トム・サントフィート（英語版） 2015-2016
- クロード・ル・ロワ 2016-2021
- パウロ・ドゥアルテ（英語版） 2021-

## 歴代選手

### GK
- コシ・アガサ

### DF
- アブドゥル＝ガファル・ママー

### MF
- ムスタファ・サリフ
- アレクシス・ロマオ
- フロイド・アイテ

### FW
- エマニュエル・アデバヨール
- セルジュ・ガクペ
- ペニエル・ムラパ
- ジョナタン・アイテ
- イーラス・ベブ